# Mario Bertok

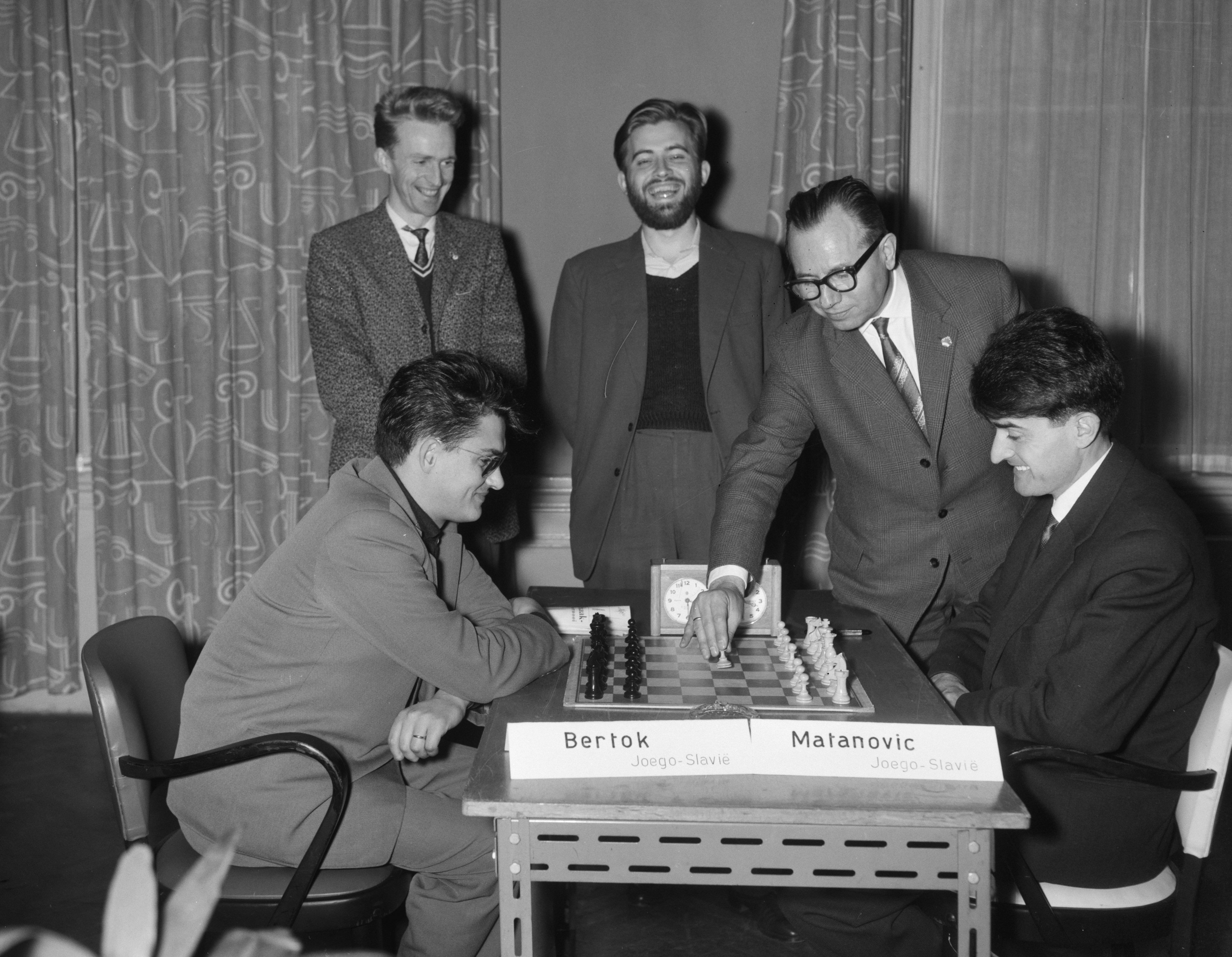
Bertok vs. Aleksandar Matanović (1960)

Mario Bertok (* 2. September 1929 in Zagreb, Königreich Jugoslawien; † 20. August 2008 im Jarun-See bei Zagreb, Kroatien) war ein jugoslawischer, später kroatischer Schachspieler und Sportjournalist für die Sporttageszeitung Sportske novosti.

## Leben
Im Jahre 1957 wurde ihm der Titel Internationaler Meister verliehen. Er repräsentierte außerdem Jugoslawien bei der Schacholympiade 1960 am vierten Brett, bei der Jugoslawien den dritten Platz belegte. Erfolgreich war er auch bei Mannschaftseuropameisterschaften: Sowohl bei der allerersten Mannschafts-EM 1957 im niederösterreichischen Baden als auch bei der Europa-Mannschaftsmeisterschaft im Schach 1961 in Oberhausen belegte er mit der jugoslawischen Mannschaft den zweiten Platz, wobei er zusätzlich 1957 eine individuelle Silbermedaille und 1961 eine individuelle Bronzemedaille erhielt. Beim Interzonenturnier Stockholm 1962 wurde er 18. von 23 Spielern. Sein international bestes Ergebnis konnte Bertok 1970 beim Turnier Rovinj-Zagreb erreichen, wo er am Schluss den 9. Platz erreichen konnte. Bertok war mit der bekannten kroatischen Schauspielerin Semka Sokolović-Bertok (1935–2008), die früher selbst Schachspielerin war, verheiratet. Am 20. August 2008 wurde Bertok, nachdem er ein paar Stunden schwimmen im Jarun-See bei Zagreb gewesen war, als vermisst gemeldet. Der Leichnam wurde noch am selben Tag vom Grund des Sees geborgen.
Bertoks letzte Elo-Zahl betrug 2282, seine höchste Elo-Zahl von 2440 erreichte er 1972. Vor Einführung der Elo-Zahlen erreichte er seine höchste historische Elo-Zahl von 2601 im Oktober 1960.